# Lionel Benhamou
Pour les articles homonymes, voir Benhamou.
Lionel Benhamou est un guitariste de Jazz né le 27 août 1956 dans le 19ème arrondissement de Paris et décédé le 29 décembre 1995 dans le 13ème arrondissement de Paris.

## Biographie
Lionel Benhamou connaît très tôt les disques de Lester Young et de Charlie Parker, grâce à son père amateur de jazz. Pendant plusieurs années, il étudie la guitare classique, mais il ressent rapidement le désir de jouer en groupe. C'est ainsi, presque par hasard, qu'il bifurque vers le jazz New-Orleans et se met au banjo. Il joue alors avec Bill Coleman, Benny Waters, l’Anachronic jazz-band, Sharkey & Co.
Parallèlement, il écoute de la musique plus moderne et découvre un peu dans le désordre tout ce qui contribue à l'histoire du Jazz.
Cofondateur du groupe Galigaï en 1982, il se produit ensuite avec un grand nombre de musiciens tels que Gil Evans, John Scofield, Bernard Lubat, André Ceccarelli, Zool Fleischer, Marc Bertaux, Dominique Pifarély, Dominique Di Piazza, Toots Thielemans, Johnny Griffin, Steve Kuhn, Sheila Jordan, Albert Mangelsdorff, John Lewis, Jef Gilson, Siegfried Kessler, Richard Raux, les big-bands de Denis Badault, Laurent Cugny, Martial Solal, et le Swing String System de Didier Levallet.
Il anime de nombreux stages et enseigne la guitare au C.I.M.
En 1988, Lionel Benhamou se décide à jouer ses compositions et forme un trio avec Jean-Jacques Avenel à la contrebasse (ainsi qu’à la kora) et Tony Rabeson à la batterie. Le son, la mélodie et surtout le «swing» sont les principales préoccupations du trio. L’album « Fruits cuits, Fruits crus» est chaleureusement accueilli par la presse.
Parallèlement à sa carrière de soliste à la tête de son trio, Lionel Benhamou devient en septembre 1991 le guitariste de l'Orchestre National de Jazz (ONJ) dirigé par Denis Badault jusqu’en juillet 1994, puis par Laurent Cugny. Il travaille aussi avec Riccardo Del Fra, Stéphane Huchard, Claus Stötter…
Il meurt brutalement en décembre 1995. De nombreux amis musiciens ont dédié des morceaux ou des albums « au Lion ».
Son style était le résultat de ses expériences musicales nombreuses et diversifiées, de sa connaissance profonde du jazz, de son intérêt pour les musiques les plus variées. Lorsqu'on lui demandait de se définir, il parlait volontiers de son admiration pour Wayne Shorter, Wes Montgomery, Jimi Hendrix, et aussi pour Alban Berg ou les derniers quatuors de Ludwig van Beethoven.
«Il sait marier tous les savoirs à toutes les folies avec l'assurance d'un musicien d'expérience et l'enthousiasme d'un éternel jeune homme» (Franck Bergerot).

## Discographie
- 1982 Galigaï chez (Open) avec Michel Precastelli, Marc Michel, Umberto Pagnini
- Zool Fleischer Quintet : « Picnic tragic » (Ecorce)
- La Bande à Badault : « En vacances au soleil » (Label Bleu)
- Gil Evans et Lumière : « Rhythm-a-ning », « Golden Hair » (Universal)
- Swing String System : « Eurydice » (Evidence)
- Lionel Benhamou : « Fruits cuits, Fruits crus » (Open)
- Big-band Lumière : « Santander », « Dromesko » (Emarcy)
- ONJ Denis Badault : « À plus tard », « Monk, Mingus, Ellington », « Bouquet Final » (Label Bleu)
- ONJ Laurent Cugny : « Yesternow », « Reminiscing », « In Tempo » (Verve)

À rajouter : une vingtaine de disques de Jazz traditionnel (Anachronic Jazz-Band, Charquet & C°, Bill Coleman etc.) entre 1977 et 1981. Quelques albums avec des chanteurs africains et antillais, participation à de nombreuses séances d’enregistrement (Michel Legrand, Claude Bolling…).